# تیرماهی‌های معلق
تیرماهی‌های معلق (نام علمی: Parioglossus) نام یک سرده از راسته سوف‌ماهی‌سانان است.